# Wallfahrtskirche Kleinheiligkreuz
| Wallfahrtskirche Kleinheiligkreuz                         |                                                     |
|                                                           |                                                     |
| Die Wallfahrtskirche mit Dachreiter auf dem Kirchenschiff |                                                     |
| Ort                                                       | Kleinlüder                                          |
| Konfession                                                | römisch-katholisch                                  |
| Diözese                                                   | Fulda                                               |
| Patrozinium                                               | Heiliges Kreuz                                      |
| Baujahr                                                   | 1692                                                |
| Bautyp                                                    | Saalkirche mit ehem. Einsiedelei an der Giebelseite |
| Funktion                                                  | Wallfahrtskirche und Filialkirche                   |

Koordinaten: 50° 31′ 44″ N, 9° 32′ 6″ O

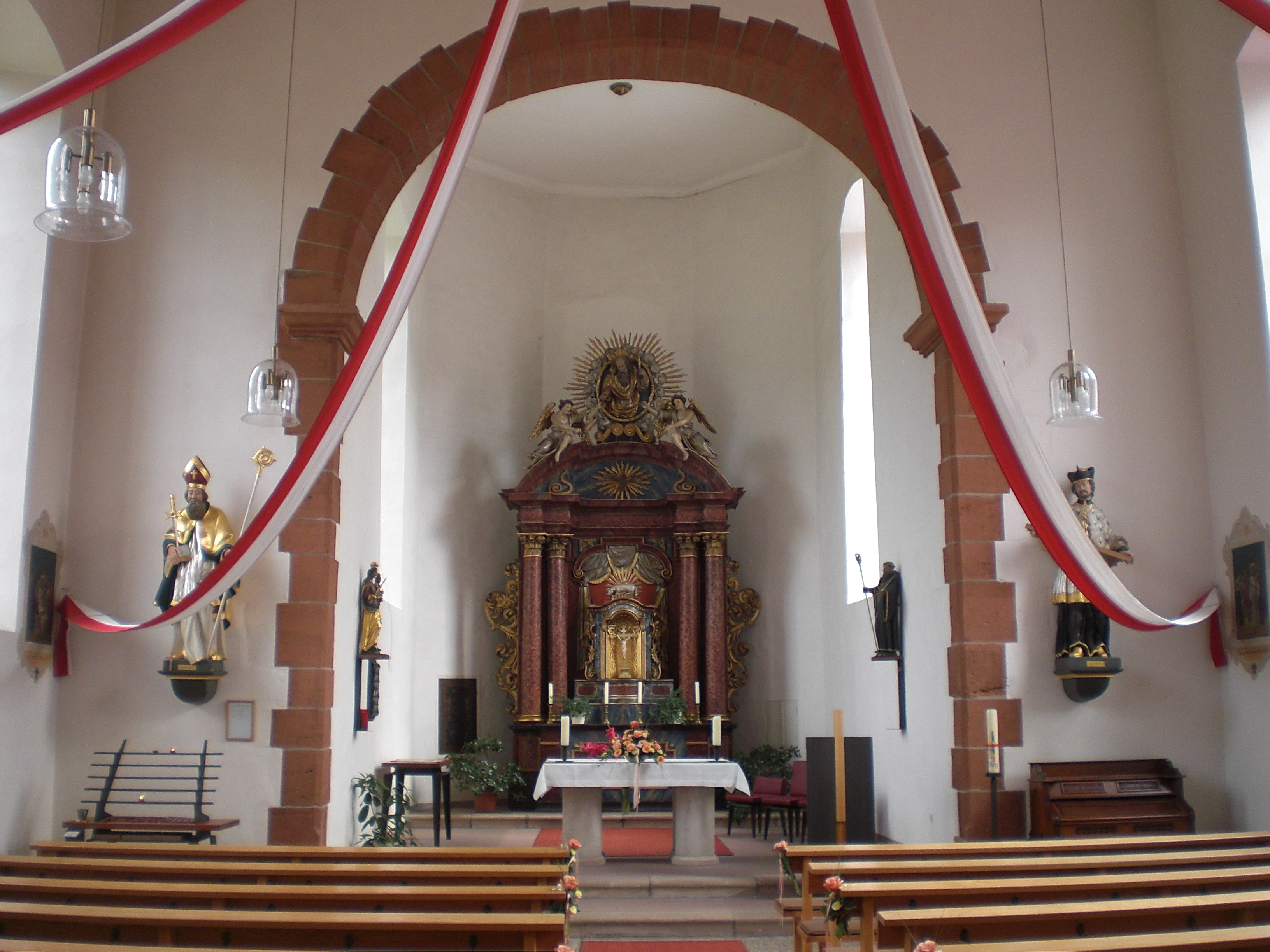
Innenansicht zum Hl. Kreuz

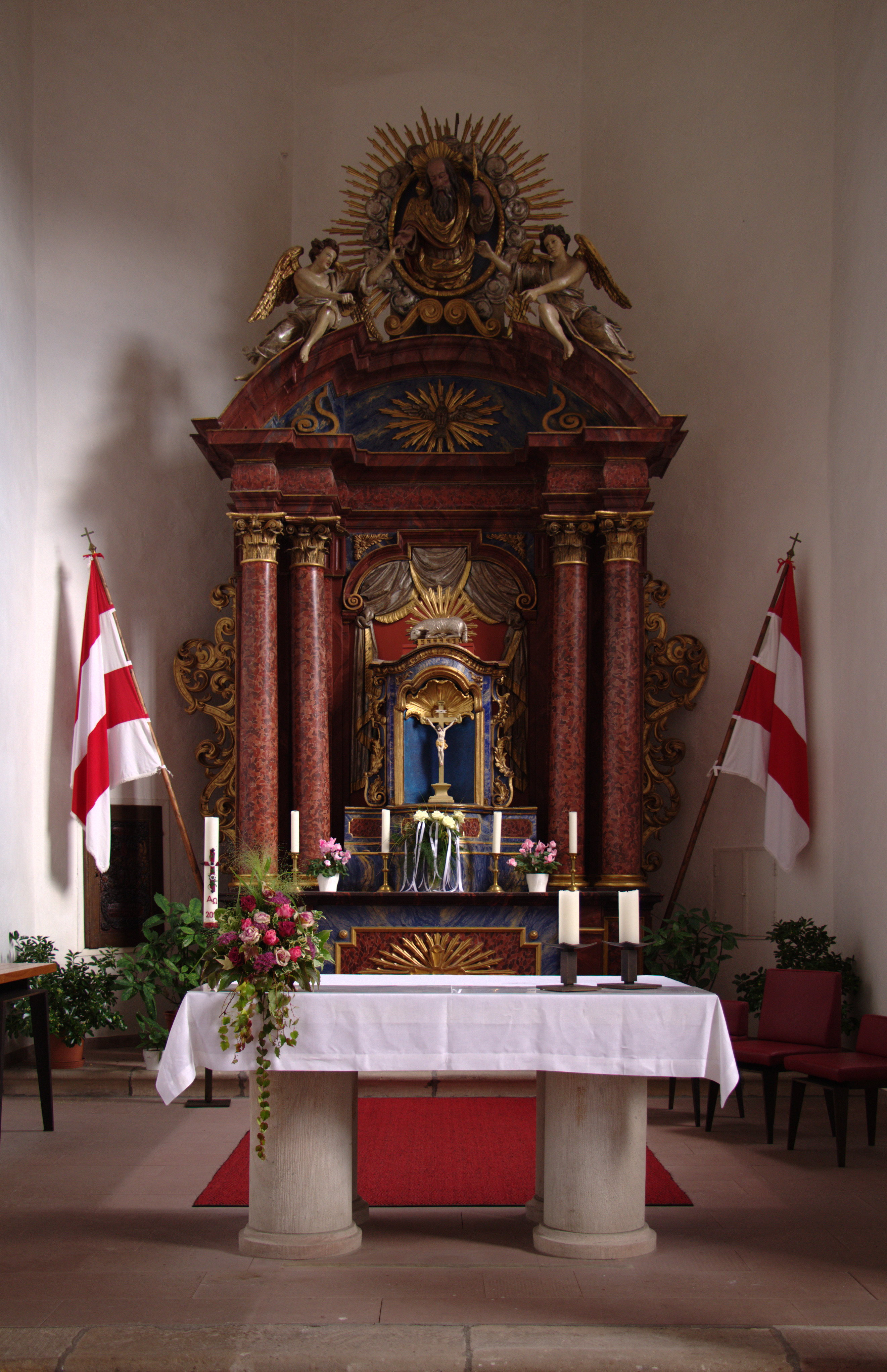
Altarraum zum Hl. Kreuz

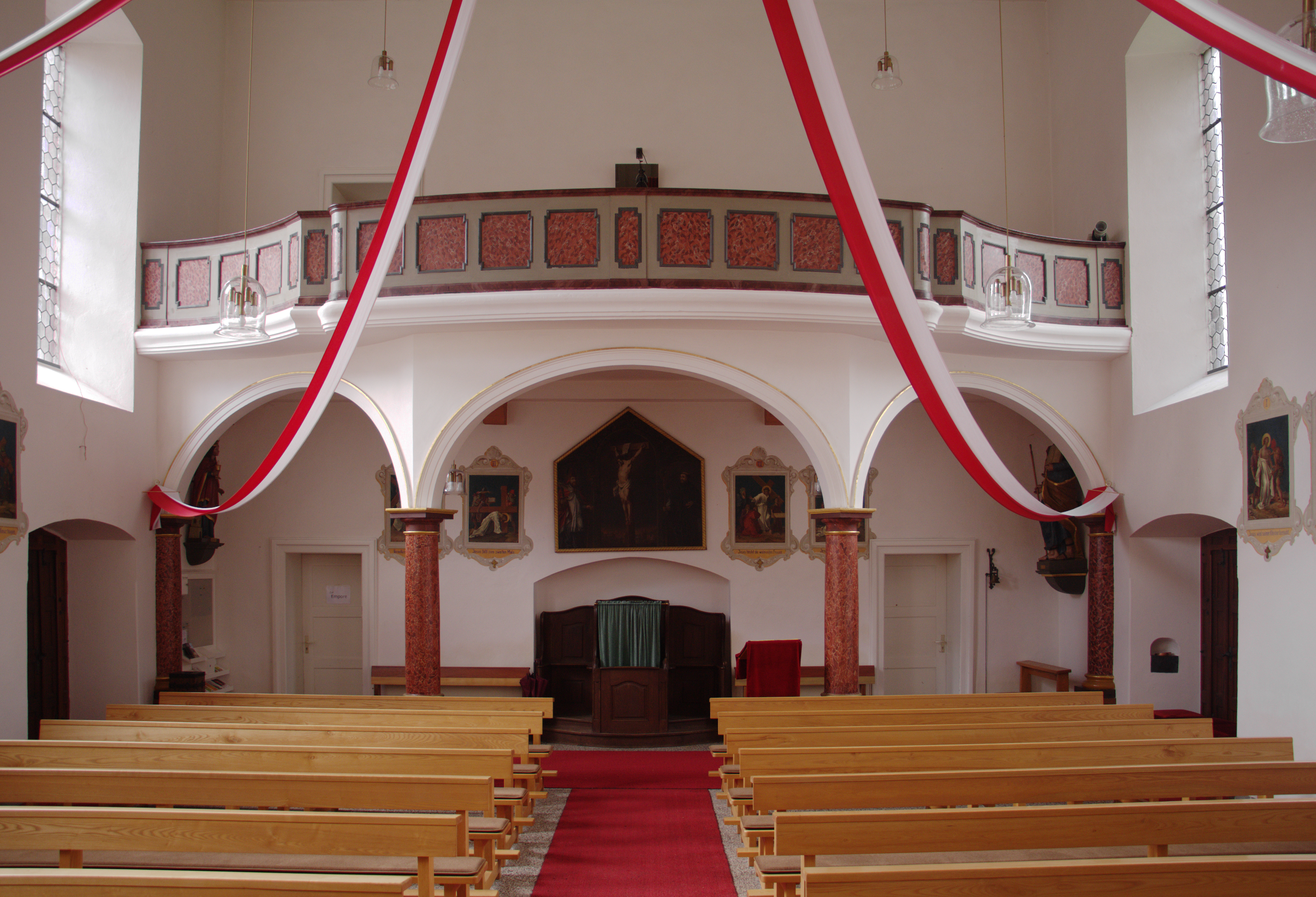
Innenansicht zur toskanischen Empore

Kleinheiligkreuz ist eine römisch-katholische Wallfahrtskapelle bei Kleinlüder, einem Ortsteil der Gemeinde Großenlüder im Landkreis Fulda in Hessen an der Bonifatius-Route.

## Geographische Lage
Das Kapellengebäude, das nach einer in ihm aufbewahrten Kreuzpartikel Hl. Kreuz benannt ist, befindet sich unweit der Landesstraße L 3139 an der Gemeindestraße: Kleinheiligkreuz 1 und wird von der Pfarrkirche St. Johannes der Täufer Kleinlüder verwaltet. Die Kapelle liegt im abgelegenen Tal der Kalten Lüder unterhalb des Naturschutzgebiets Himmelsberg im „Gieseler Forst“ zwischen Kleinlüder und Giesel unweit der Wohnplätze Schlagberg und Hessenmühle 4 km südöstlich von Kleinlüder.

## Geschichte
Am 7. Juli 754 rastete der Leichenzug des Hl. Bonifatius zum letzten Mal auf dem Weg von Mainz nach Fulda dem späteren Guntherskirchen. Im 8. Jahrhundert war hier der Kreuzungspunkt der alten Handelswege Antsantvia und Ortesweg. Am 19. Dezember 1012 schenkte König Heinrich II. das Waldgebiet „Zundernhard“ (Zunderhart) dem Kloster Fulda, in dem das Gebiet lag.
Im Jahr 1235 wird „Gunther von Gunterskirchen“ als Zeuge für einer auf die Fürsprache der Hl. Elisabeth geschehene Heilung in Marburg genannt.

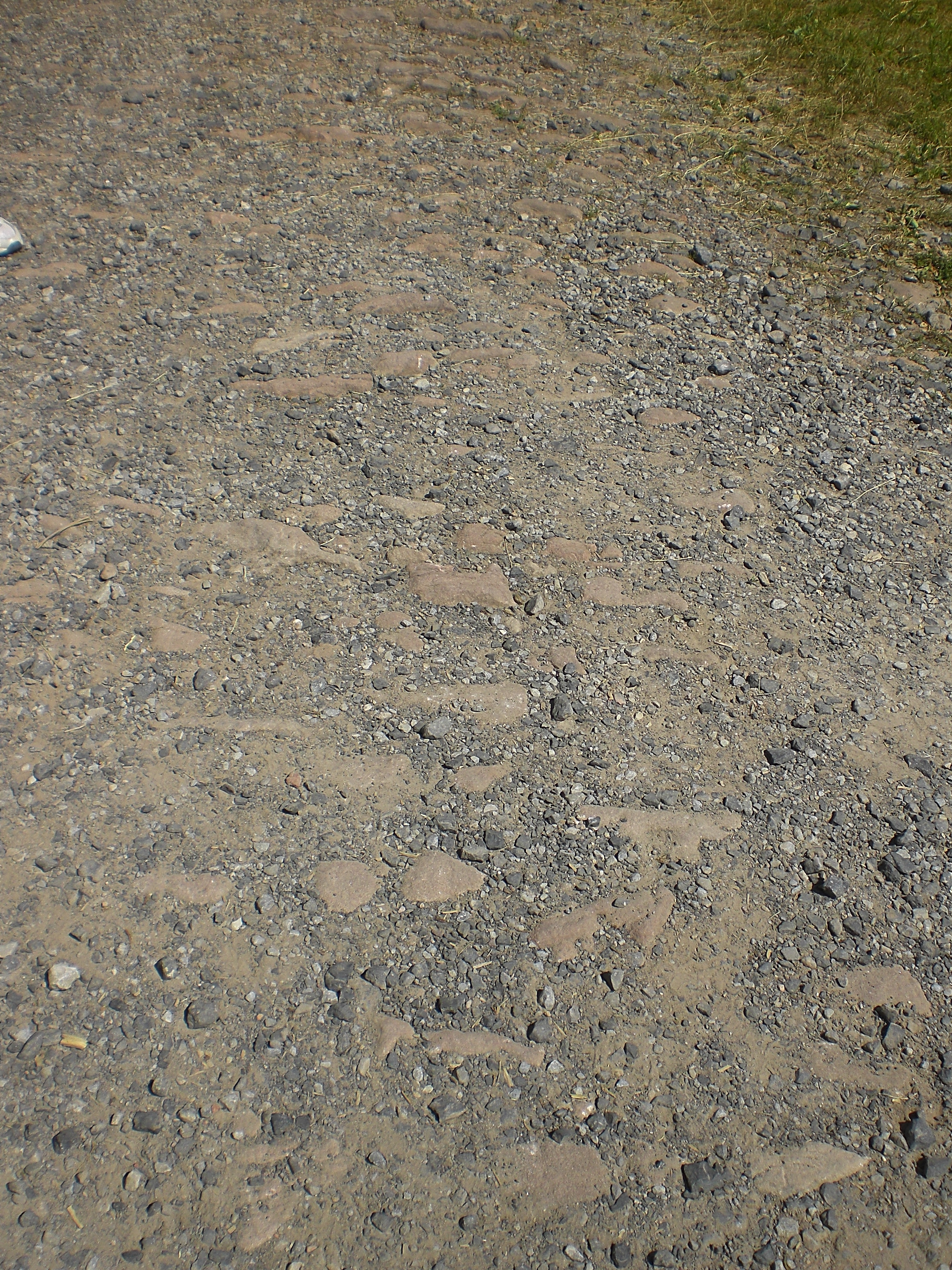
Unter dem heutigen Basaltschotter kommt wieder die frühere Pflasterung des Ortswegs bei Kleinheiligkreuz zum Vorschein

Im Jahr 1348, als der Benediktinermönch „Hermann von Hammelburg“ vom Kloster Johannesberg die Kapelle im Ende des 13. Jahrhunderts zerstörten und aufgegebenen „in loco, qui olim vocabatur Guntherskirche“ „Guntherskirche“ (Wüstung) errichtete, wurde sie erstmals in einer Urkunde erwähnt. Mit dem 7. Juli 1348 ist die Urkunde datiert in der Benediktinermönch als Erbauer der Kirche „S. Cruz.“ genannt wird. Zu Ehren der heiligsten Gottesmutter Maria, des hl. Benedikt, der hl. Katharina und aller Heiligen sollte sie geweiht werden.
Die Gründung der Kapelle wurde von dem damaligen Fuldaer Fürstabt Heinrich VI. von Hohenberg 1315–1353 bestätigt. Mit der Bestätigung erhielt sie Ländereien aus der Umgebung. An der neuen Kapelle bildete sich ein Hof.

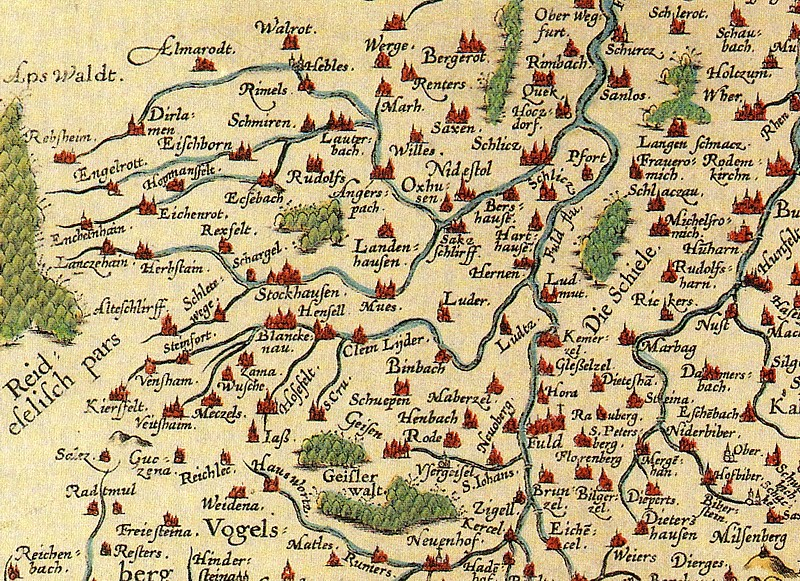
Lage von Kleinheiligkreuz (S. Cru.) zwischen Giesel (Geisen) und Kleinlüder (Clein Lijder) auf einer Karte des Hochstifts Fulda von 1574

Am 7. Februar 1441 erwirkte Propst Arnold vom Kloster Johannesberg einen Ablass zur Erneuerung der Kapelle. Bereits 17 Jahre später in 1458 erwirkte wiederum Propst Arnold einen weiteren Ablass und gleichzeitig wird ihm die Verantwortung für die Kapelle übertragen. Die Kapelle und die Einsiedelei waren in den Besitz des Klosters St. Andreas in Neuenberg übergegangen.
Im Jahr 1507 erhielt die Kapelle unter dem Fürstabt Johann II. von Henneberg-Schleusingen (1472–1513) einen Altar.
Am 10. April 1507 weihte der Mainzer Weihbischof Johannes Bonemilch (1434–1510) aus Erfurt die erweiterte Kapelle zu Ehren der hl. Gottesmutter.
1574, in der Zeit des Fürstabtes Balthasar von Dernbach (1570–1606), erscheint Kleinheiligkreuz unter „S. Cru.“ an der „Kalten Lüder“ erstmals in einer Karte des Hochstifts Fulda.
1594 zählt die Wallfahrtskirche zur Pfarrei Haimbach.
Während der Reformation und des Dreißigjährigen Krieges kamen die Kapelle und die Wallfahrten herunter und gerieten in Vergessenheit.
1655 erwirkte auf Veranlassung des Neuenberger Propstes Matthias Benedikt (Benedictus) von Rindtorff (Rindorff) bei Papst Alexander VII. (1655–1667) einen Ablass für die Kirche. Daraufhin verstärkten sich wieder die Zahlen der Pilger und der Wallfahrten.
Bonifatiusbuche
Um das Jahr 1670 wurde die sogenannte „Bonifatiusbuche“ hinter der Kapelle am Standort des früheren Bonifatiuskreuzes gepflänzt. Es ist der Platz, der als letzten Rast auf dem Leichenzuges des Bonifatius gilt.
Hof Kleinheiligkreuz
Am 10. April 1682 wird der Hof Kleinheiligkreuz samt Grundbesitz, mit Ausnahme der Kapelle und des kleinen Kirchhofes mit strengen Auflagen an Paul Klingenberger verkauft. 1708 erwarb die Familie Wehner den Hof Kleinheiligkreuz.
Neubau der Kapelle
Im Jahr 1692 wurde die alte Kapelle abgerissen und unter dem Neuenberger Propst Adalbert von Schleifras neu errichtet. Nach vier Jahren Bauzeit wurde sie 1696 eingeweiht. Der Wappenstein über den Eingangsportalen und an der Decke im Chorraum zeugen hiervon. Die Baupläne sollen von dem Franziskanerbruder Antonius Peyer aus Fulda stammen. Sie gilt als eine der ersten barocken Kirchenbauten im Fuldaer Land und wurde im „toskanischen“ Barock errichtet. Dies zeigt die von vier Säulen getragene geschwungene Empore. Das Bauwerk wurde 1701 von dem damaligen Weihbischof Amand von Buseck zu Ehren des hl. Kreuzes geweiht. Seit dieser Zeit diente Kleinheiligkreuz wieder als Wallfahrtsort. Wallfahrten zu den beiden Kreuzfesten (Kreuz Auffindung) 3. Mai und (Kreuz Erhöhung) 14. September nach Kleinheiligkreuz erfolgten mit dem Neubau der Wallfahrtskirche in den Jahren von 1692 bis 1802 von den Pfarreien Giesel, Bimbach, Großenlüder, Blankenau, Hosenfeld und Hauswurz.
1731 wurde sie unter Fürstabt Adolf von Dalberg der neu gebildeten Pfarrei Giesel zugeordnet und blieb mit Ausnahme der Säkularisation unter deren Verwaltung und Gottesdiensten.
1787 war Kleinheiligkreuz der Fürstabtei Fulda, Centoberamt Fulda (Propstei Neuenberg) zugeordnet.

## Säkularisation
Mit der Säkularisation erfolgten die Verhandlungen wegen der Aufhebung des Gottesdienstes und der Niederlegung (Abriss) der Kapelle zwischen dem Kurfürstlichen Konsistorium beziehungsweise dem Oberfinanzkollegium und dem Bischöflichen Vikariate.
Am 1. Oktober 1804 erfolgte seitens der Oberfinanzbehörde (Oberfinanzkollegium) eine Anfrage beim Bischöflichen Vikariat wegen der Einstellung der Gottesdienste.
Am 10. Dezember 1804 erklärt Johannes Wehner als Hofbesitzer dem Vikariat gegenüber, dass die Kapelle in gutem Zustand sei und die Hofbewohner „verschiedene Gerechtsame Forderungen wegen der Taufen, Kopulationen (Heirat) und Begräbnisse zu fordern hätten“.
Das Vikariat erklärte daraufhin gegenüber dem Oberfinanzkollegium, dass der Gottesdienst in der Kapelle eingehen könne, doch sei es durch nichts geboten, die Kapelle einzulegen (Abriss). Ferner sei es das Recht des Hofbauern auf Taufen, Kopulationen (Eheschließungen) und Begräbnisse aufrechtzuerhalten.
Am 9. März 1805 beschloss jedoch die Geheime Konferenz Kommission den Abriss der Kapelle.
Bereits am 18. Mai 1805 wurde Wehner seitens der Finanzbehörde vorgeladen und machte seine Rechte geltend. Zwischenzeitlich teilte das Bischöfliche Generalvikariat Fulda dem Pfarrer Johann Bettinger (Böttinger) von Giesel mit, dass die Kapelle abgerissen werde und die Gottesdienste und Wallfahrten einzustellen seien. Johannes Wehner erklärt sich am 29. Juli 1805 mit den getroffenen Maßnahmen einverstanden.
Umpfarrung und Profanierung
Am 8. August 1805 genehmigt der Bischof Adalbert III. von Harstall den Vorschlag des Vikariates, dass die Hofbewohner in den Pfarrverband von Giesel aufgenommen werden.
Um diese Zeit erfolgte auch die Profanierung.
Mit dem Abschluss der Verhandlungen folgte der Versteigerungstermin im Centamt Johannesberg am 14. November 1805 mit dem Mindestpreis von 750 Florint für die Kapelle.
Johannes Wehner als Hofbesitzer erhielt wegen fehlender höherer Angebote den Zuschlag für 500 Florint.
Die Kirche St. Vitus in Salzschlirf erhielt den Zuschlag für den Haupt- und die zwei Seitenaltäre, der Landdechant Constantin Zwenger von Haimbach den Zuschlag für die große Glocke. Die kleine Glocke ging an Erhard Repp nach Radmühl. Für die Kanzel fand sich kein Käufer, diese wurde zum Pfarrer nach Giesel transportiert. Der Kreuzpartikel gehörte der Kirche Neuenberg, kam aber nach Giesel. Der Kapellenfonds und die Verkaufserlöse wurden am 17. Juni 1806 an Pfarrei Giesel überwiesen. Am 17. September 1806 kam der Kreuzpartikel wieder nach Neuenberg zurück, die Pfarrei Giesel erhielt ihn vom Kloster Holzkirchen.
Privatkapelle
1850 wurde von Johann Adam Wehner der Chorraum wieder als Privatkapelle abgetrennt und mit Genehmigung der bischöflichen Behörde zur Hauskapelle. Am 4. September 1850 weihte Landdechant Bernhard Mehler aus Neuhof die Hauskapelle und zwei Glocken zu Ehren des hl. Bonifatius und des hl. Sturmius. Die Benedizierung des Altares erfolgte zu Ehren der hl. Gottesmutter und des hl. Laurentius.
1900 stiftet Pfarrer Scheich 1300 Mark zum Wiedererwerb der Kapelle. 1909 wurden das Gebäude und der Kirchplatz durch den Bischof von Fulda wieder zurückgekauft.

## Erneute Kirchweihe
Nach der Renovierung unter der Leitung des Fuldaer Architekten Hermann Mahr wurde sie am 12. Oktober 1913 von Bischof Joseph Damian Schmitt erneut zu Ehren des hl. Kreuzes und des hl. Rabanus Maurus geweiht und ihrer ursprünglichen Widmung als Wallfahrtskirche wieder zugeführt.
Glockenweihe 1914
Die Wallfahrtskirche hat ein Zweigeläut im Dachreiter mit den Schlagtönen „c“ und „dis“. Von den beiden Glocken würde die größere 1740 vom Glockengießer Johann Heusler in Elbing und die kleinere Heinrichsglocke wurde 1914 von der Glockengießerei Petit & Gebrüder Edelbrock in Gescher gegossen.
Am Ostermontag, 13. April 1914 erfolgte die Glockenweihe durch Bischof Josef Damian Schmitt. Die beiden Glocken sind zu Ehren der schmerzhaften Mutter Gottes „Dolorosaglocke“ und des hl. Kaisers Heinrich II. „Heinrichglocke“ geweiht worden.
Beschlagnahme für Rüstungsmaterial
Bereits am 26. Juni 1917 erfolgte die Beschlagnahme der kleineren Heinrichsglocke für die Herstellung von Rüstungsmaterial für den Ersten Weltkrieg.

## Umpfarrung und Neuzeit
Bereits im Jahre 1925 startete am 15. März der Landkaplan Baier den Versuch einer Umgemeindung und scheiterte.
In 1959 erhielt die Kapelle eine Ersatzglocke vom Glockenfriedhof Hamburg. Am 13. September 1959 erfolgte nach gründlicher Renovierung nach den Plänen von Martin Berg und dem Gieseler Pfarrer Josef Mönninger die kirchliche Weihe durch Domkapitular Ludwig Pralle, Päpstlicher Ehrenprälat und Baureferent der Diözese Fulda.
Am 1. Januar 1961 erfolgte die politische Umgemeindung von Schlagberg, Hessenmühle und Kleinheiligkreuz unter Bürgermeister Leonhard Glozbach, Giesel, in die Gemeinde Kleinlüder.
Die kirchliche Umpfarrung der Wallfahrtskirche sowie der Wohnplätze Schlagberg, Hessenmühle und Kleinheiligkreuz unter Pfarrer Josef Mönninger, Giesel, durch den Fuldaer Bischof Adolf Bolte erfolgte zum 1. Januar 1962. Seither wird auch die Verwaltung und seelsorgerische Betreuung der Wallfahrtskirche von der Pfarrei St. Johannes der Täufer in Kleinlüder wahrgenommen.
Am Sonntag, 13. September 1970 wurde die renovierte Wallfahrtskirche durch Domkapitular Ludwig Pralle eingeweiht. Der bisherige Altar sowie die Ausstattung von 1913 wurde ausgetauscht gegen einen barocken Altar aus der Kirche St. Peter und Paul in Wirtheim. Die alte Altarplatte wurde für einen neuen freistehenden Zelebrationsaltar aus Sandstein mitverwendet. Mehrere Fenster erhielten einheitlich eine sechseckige Wabenverglasung aus Antikglas. Zuvor war eine bauliche Sanierung notwendig, so die Herstellung einer Be- und Entwässerungsanlage und der Ausbau der Wohnräume der nicht mehr benutzungsfähigen ehemaligen Einsiedelei. Diese drei Wohnräume mit 4 Bettstellen werden seither für Familien, Jugendgruppen sowie Pilger genutzt. Die Renovierungsarbeiten leitete Diözesanoberbaurat Rudolf Schick. Der Altar wurde vom Kunstmaler und Restaurator Willy Kiel, Fulda restauriert. Die damaligen Sanierungskosten beliefen sich auf etwa 40.000 DM.

## Bonifatiusbuche

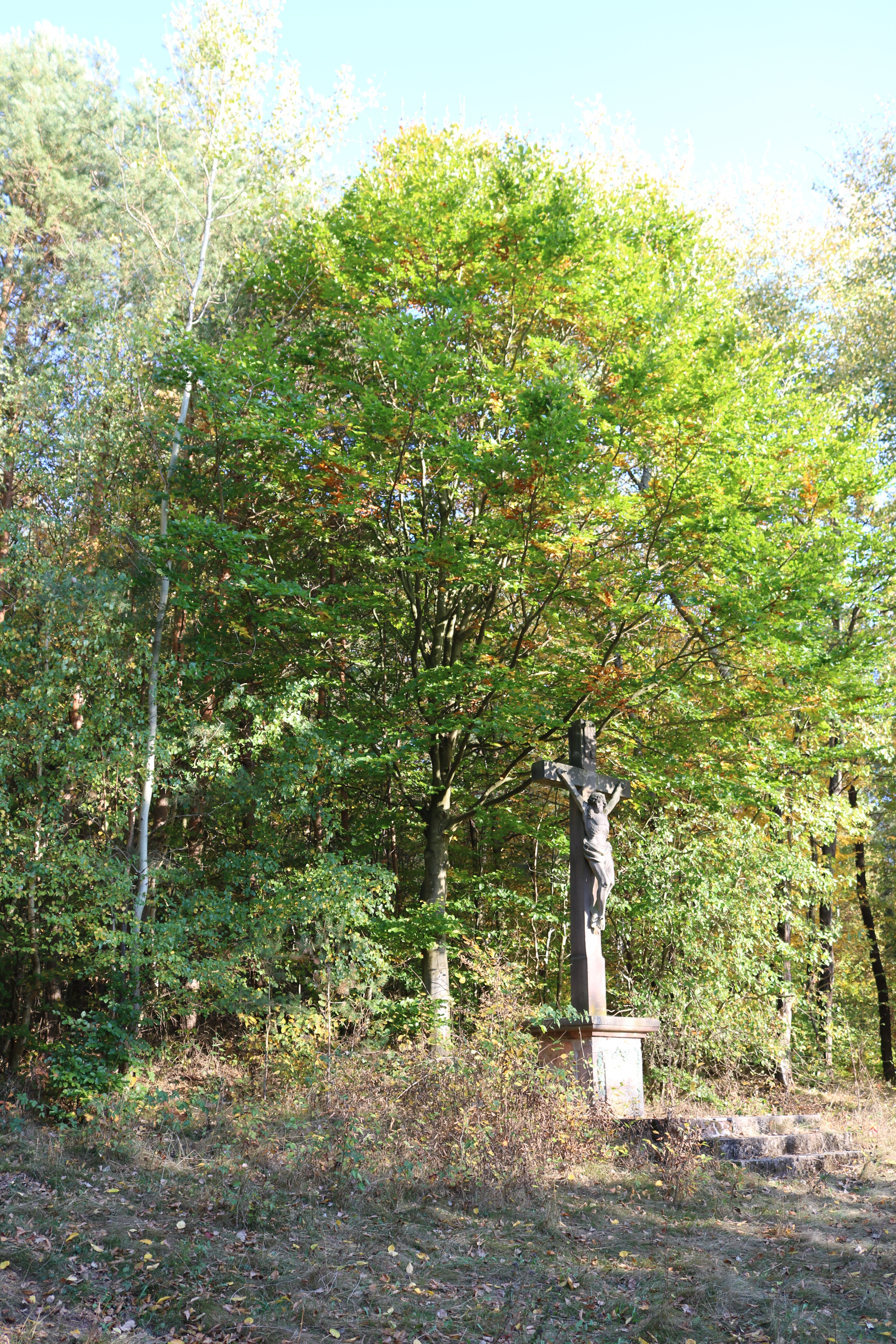
Die neue Bonifatiusbuche von 1992 in Kleinheiligkreuz

Heute sucht der Wallfahrer vergeblich die etwa 320 Jahre alte Bonifatiusbuche (um 1670), die am 26. Januar 1990 dem Orkan Daria durch dessen Windstärken bis zu 120–130 km/h Windgeschwindigkeit erreichten, zum Opfer fiel. Dem Orkan war es ein leichtes Spiel den ohnehin schon kranken Baum mit dem schmalen Band des noch lebenden Holzes zu Fall zu bringen. Fäulnis und Käfer im inneren der Buche waren so weit fortgeschritten, dass die Standfestigkeit nicht mehr diesen Windstärken standhalten konnte. Etwa 20 Jahre alt war die Buche als 1692 die Wallfahrtskapelle errichtet wurde. Mit dem Baubeginn des Pfarrhauses im Juni 1961 wurde das Kreuz samt Sockel an die Buche versetzt.
Zwei Jahre nach dem Baumschaden wurde am 2. April 1992 auf Anregung der Gemeinde Großenlüder unter Bürgermeister Helmut Will eine neue Bonifatiusbuche gepflanzt, in Anwesenheit des Diözesanbaumeisters Burghard Preußler, des Leiters des zuständigen Forstamtes Fulda Henning Faust und Mitgliedern der KAB Kleinlüder. Das Hochkreuz wurde zu Restaurationszwecken im Sommer 2020 abgebaut.
Hochkreuz an der Bonifatiusbuche
Das steinerne Hochkreuz vor der Bonifatiusbuche wurde im Jahre 1815 für den Friedhof Kleinlüder, der sich unmittelbar bei der alten Kirche in Kleinlüder befand, errichtet.
Das Postament trägt auf einer mit Blattranken und vier Rosen verzierten Platte die Inschrift:
"Nur süße Ruhe find
ich hier
O herr zu deinen Füßen
Drum will ich wann du willst
mit dir
Mein Leben auch beschlie-
sen 18 15".
Darunter steht der Name der Stifterin: Anna Maria Mathes.

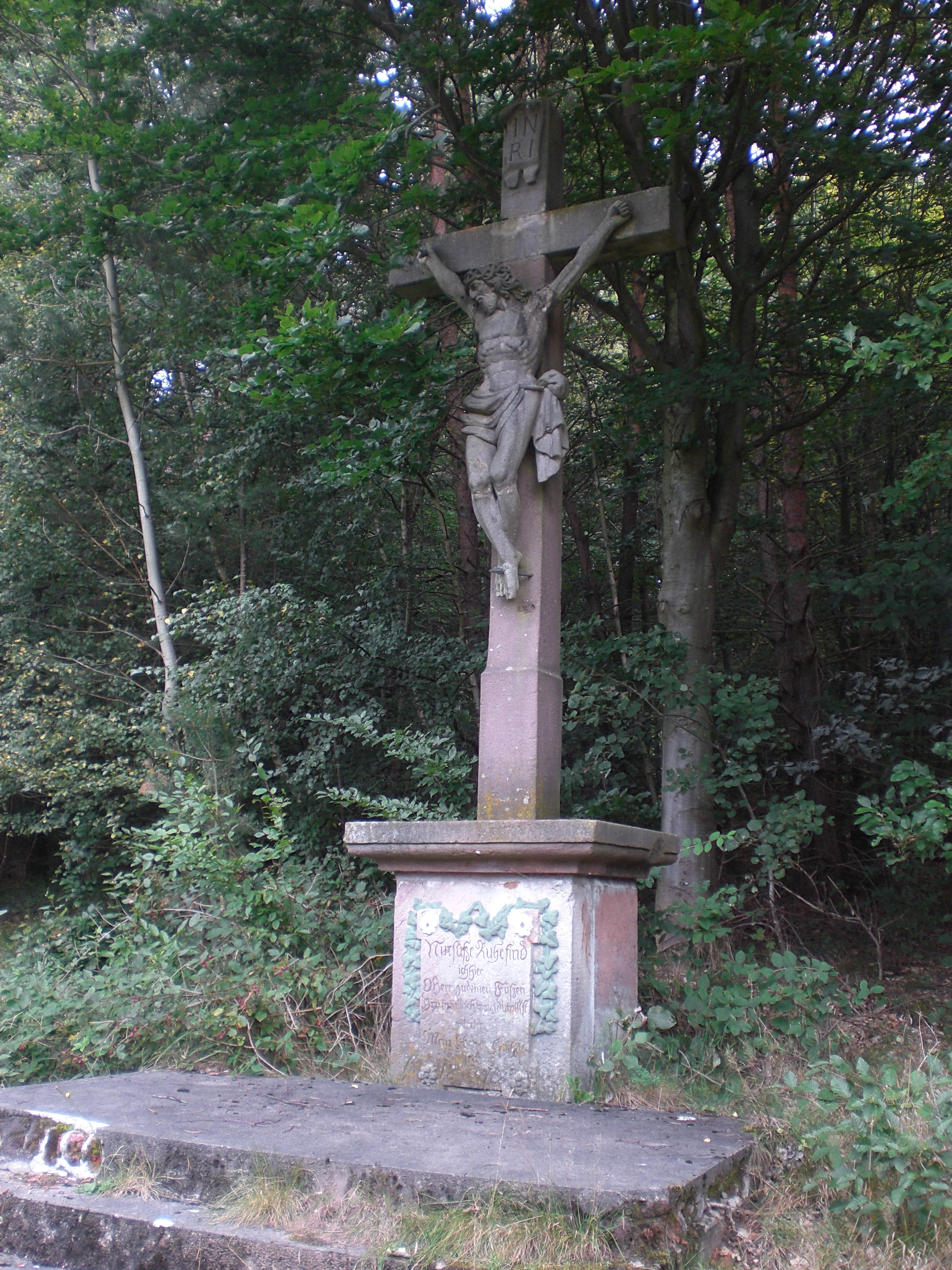
Das Hochkreuz hinter der Wallfahrtskirche mit der 1992 neu gepflanzten Bonifatiusbuche dahinter. Das Hochkreuz wurde zu Restaurationszwecken im Sommer 2020 abgebaut

## Kirchengeschichte der Kapelle
Die Wohnplätze Schlagberg, Hessenmühle und Kleinheiligkreuz mit der Wallfahrtskirche gehörten seit dem Jahre 1731 bis zur Umgemeindung im Jahre 1961 zur politischen Gemeinde Giesel und pfarrlich zur Kirche St. Laurentius (Giesel).
Im Jahre 1962 wurden diese Wohnplätze im Tal der Kalten Lüder der Gemeinde Kleinlüder und der Pfarrei Johannes der Täufer, ebenfalls in Kleinlüder, zugeordnet. Mit der politischen Umgemeindung in die Gemeinde Kleinlüder endete auch die kirchliche Zugehörigkeit zur Pfarrei Giesel, die in den Filialkirchen Kleinheiligkreuz und Mariä Geburt (Istergiesel) einen Wochentagsgottesdienst sicherstellte. Kirchlich gehören diese Wohnplätze seitdem zur Katholischen Kirchengemeinde Johannes der Täufer in Kleinlüder. Die Wallfahrtskirche Kleinheiligkreuz ist ein religiöser Mittelpunkt der Pfarrei.
Sie gehört dem Pastoralverbund Kleinheiligkreuz im Dekanat Neuhof / Großenlüder an und umfasst die Pfarreien St. Vitus Bad Salzschlirf, Großenlüder, Bimbach, Müs, Kleinlüder, Hainzell, Hosenfeld, und Blankenau.
Mit der Umpfarrung endeten auch die über Jahrhunderte jährlichen zu den Hochfesten Kreuzauffindung (3. Mai) mit Landmaschinensegnung und Kreuzerhöhung (14. September) stattgefundenen Wallfahrten von Giesel nach Kleinheiligkreuz.
Kleinlüder ist seit der Gebietsreform des Landes Hessen im Jahre 1972 in die Gemeinde Großenlüder und Giesel in die Gemeinde Neuhof eingegliedert worden.
Erst in den 1980er Jahren wurde die alte Wallfahrt von Giesel nach Kleinheiligkreuz in der „Kreuzwoche“ (Kreuzerhöhung – 14. September) auf dem alten Wallfahrtsweg über den Himmelsberg / Herrgottseiche wieder aufgenommen. Die Wallfahrt erfolgt seitdem im September zur Wallfahrtwoche „Kreuzerhöhung“.

## Architektur

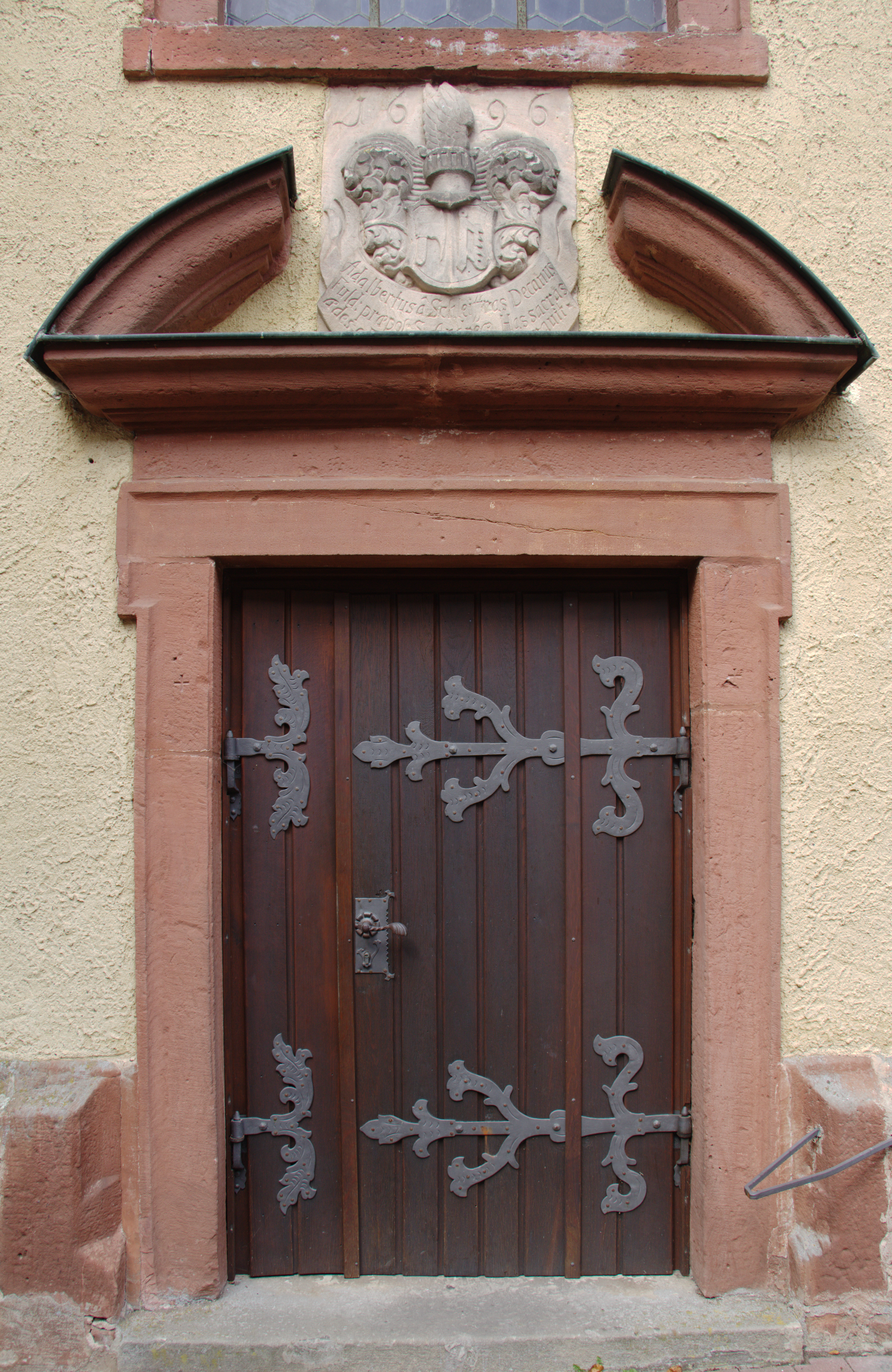
Wappenstein über dem Portal

Die nicht exakt geostete, sondern leicht nach Nordost ausgerichtete Kirche ist in Hanglage auf einem Sockel aus Bruchsteinmauerwerk errichtet. Der verputzte Saalbau auf rechteckigem Grundriss wird von einem im Westen abgewalmten Dach bedeckt, dem ein verschieferter, sechsseitiger Dachreiter mit Welscher Haube aufgesetzt ist, der von Turmknauf, Kreuz und Wetterhahn bekrönt wird. In dem schlanken Dachreiter hängen zwei Glocken, die mit einem Schlagwerk benutzt werden.
Ein in das Kirchenschiff eingezogener, polygonaler Chor bildet den Ostabschluss. Das Mauerwerk ist außen und innen verputzt, Gewände der Fenster und Portale, Sockel und Eckquaderung bestehen aus rotem Sandstein. Das Schiff wird an den Langseiten und im Chor durch hohe Rechteckfenster belichtet. Das Gotteshaus wird durch ein Ost- und Westportal erschlossen, das durch einen gesprengten Giebel verziert wird. In dem Giebel ist der mit der Jahreszahl 1696 bezeichnete Wappenstein des Adalbert von Schleifras mit Schriftband eingelassen.

## Kreuzwegbilder
Die Kreuzwegbilder der Kapelle sind auf Kupferblech in Leinölfarbe gemalt und um 1900 entstanden. Nach Meinung des Malers
Peter Hendrik Blum müssen sie für einen Kreuzweg im freien gefertigt worden sein. Der Künstler ist unbekannt.

## Einsiedelei
Die Wohnung der ehemaligen Einsiedelei im Westen hat an den Langseiten kleine, zweibahnige Rechteckfenster in zwei Ebenen. Die Westwand hat oben drei kleine zweibahnige Rechteckfenster und unten ein Rechteckfenster, das von zwei Rundfenstern flankiert wird. In gleicher Bauart wie die Langseiten weist die Einsiedelei ein Südportal auf.

## Glocken
Das heutige Geläute der Wallfahrtskapelle verfügt nach wie vor über ein Zweigeläute im Dachreiter.
Die größere Glocke hat einen Durchmesser von 85 cm.
Eine Umschrift auf dem oberen Rand lautet:
LAUDETUR JESUS CHRISTUS IN SECULA SECULORUM AMEN (Gelobt sei Jesus Christus in Ewigkeit Amen)
In der Mitte befinden sich vier Bilder:
1. Christus am Kreuz zwischen zwei Schächern, darunter zwei Frauen.
2. Maria mit Krone und Zepter, den Mond zu Füßen, das Jesuskind auf dem Arm. Inschrift: St. Maria.
3. St. Michael mit dem Flammenschwert steht auf dem Teufel mit Flügel und Krallen
4. Ein nackter Mann ist an einen Baum gefesselt, Blut fließt aus einer Seitenwunde, vor ihm steht ein Engel mit erhobenen Händen (= St. Sebastian?)

Auf dem Schlagring findet sich die Umschrift: ANNO 1740 DURCH HITZ DES FEUERS BIN ICH GEFLOSSEN
JOHANN HEUSLER HAT MICH DURCH GOTTES HIELF IN ELBING GEGOSSEN.
Diese Glocke ist eine Leihglocke und stammt vom Glockenfriedhof in Hamburg. Sie wurde 1959 aufgehängt.
Die kleinere Glocke hat einen Durchmesser von 62 cm.
Sie trägt die Inschrift: A.D. 1914 und FULNERA TU CHRISTI ANIMIS O FIGE MARIA (Füge du den Seelen die Wunden Christi ein, o Maria)
Gegossen wurde sie von der Firma Petit & Gebr. Edelbrock, Gescher in Westfalen.
Es ist wahrscheinlich die größere der beiden Glocken, die nach der Wiederherstellung des Gotteshauses 1913 angeschafft wurden. Am Ostermontag 1914 wurde sie zu Ehren der schmerzhaften Mutter Gottes geweiht. Sie hat ein Gewicht von 164 kg.
Damals wurde auch noch eine kleinere Glocke von 98,5 kg zu Ehren des hl. Kaisers Heinrich II. geweiht. Diese musste aber am 29. Juni 1917 für Rüstungszwecke im Ersten Weltkrieg abgeliefert werden und kam zum Glockenfriedhof Hamburg. Sie kam nicht wieder aus dem Krieg zurück.
Die Glockengießerei Petit & Edelbrock nahm ein altes Glöckchen von 12 kg in Zahlung. Es war wohl eines der beiden Glöckchen, die 1850 für die Hauskapelle im Chorraum des profanierten Gotteshauses geweiht wurden.
Beide Glocken erklingen in „g“, die kleinere eine Oktav höher.

## Wissenswertes
Mit der Säkularisation im Fuldaer Land 1803 wurde die Wallfahrtskirche profaniert. Die Einrichtungsgegenstände wie der Hochaltar, die beiden Seitenaltäre sowie die Kanzel wurden sichergestellt und eingelagert. Heute stehen der Hauptaltar, die beiden Seitenaltäre und die Kanzel in der katholischen Pfarrkirche St. Vitus (Bad Salzschlirf) und zeugen somit weiterhin vom barocken Glanz der alten Wallfahrtskirche.

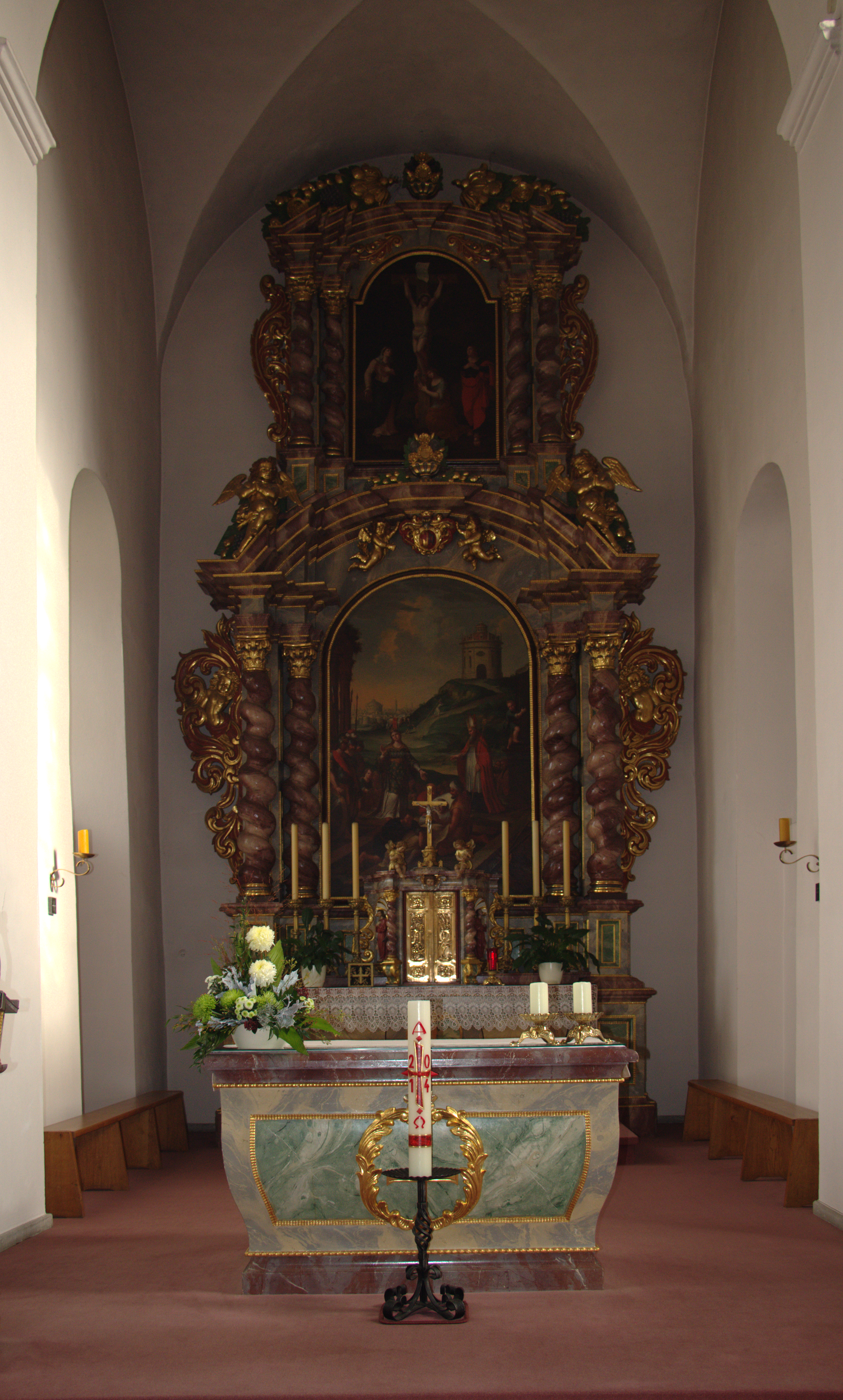
Hauptaltar
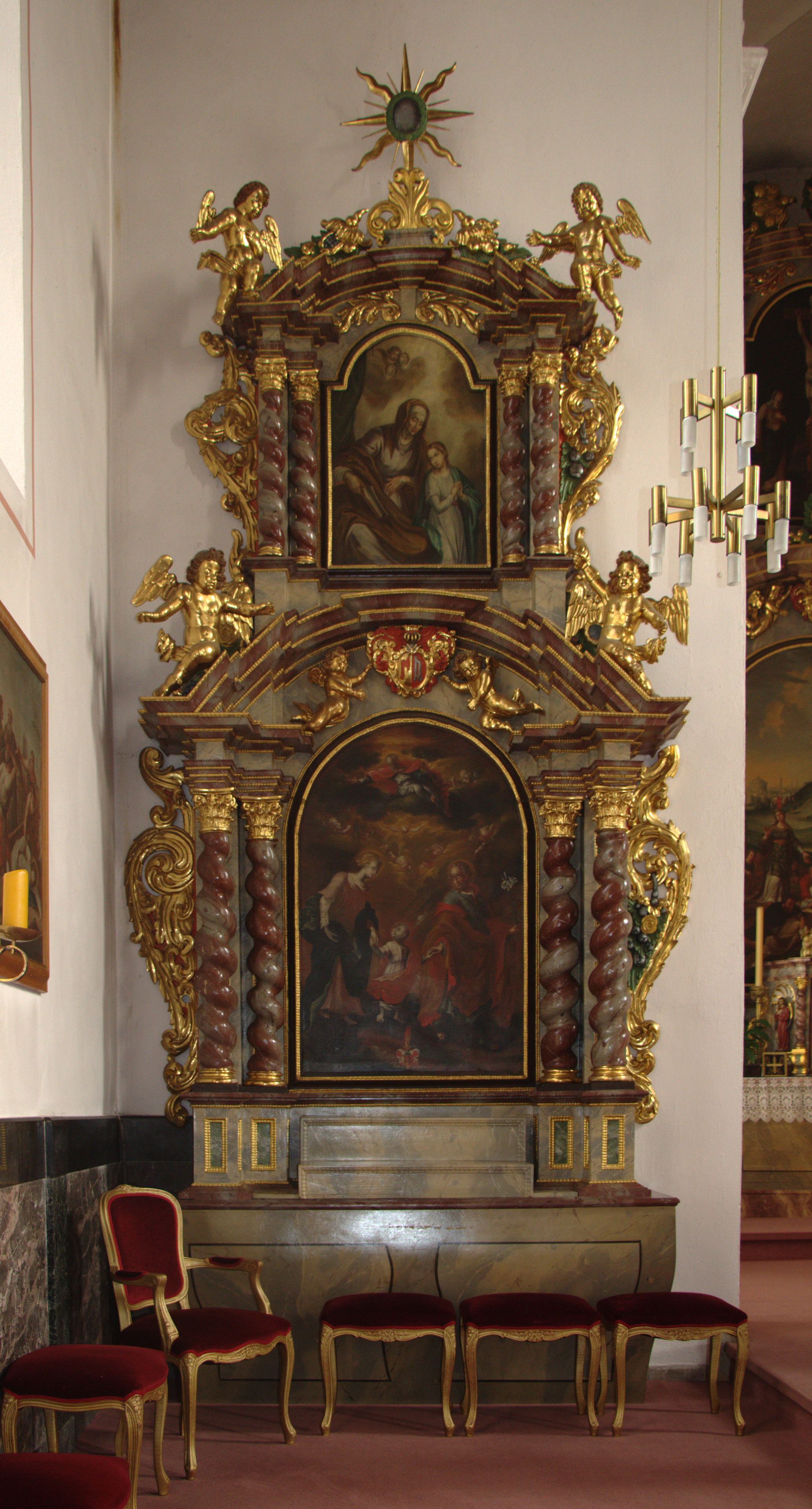
Linker Seitenaltar
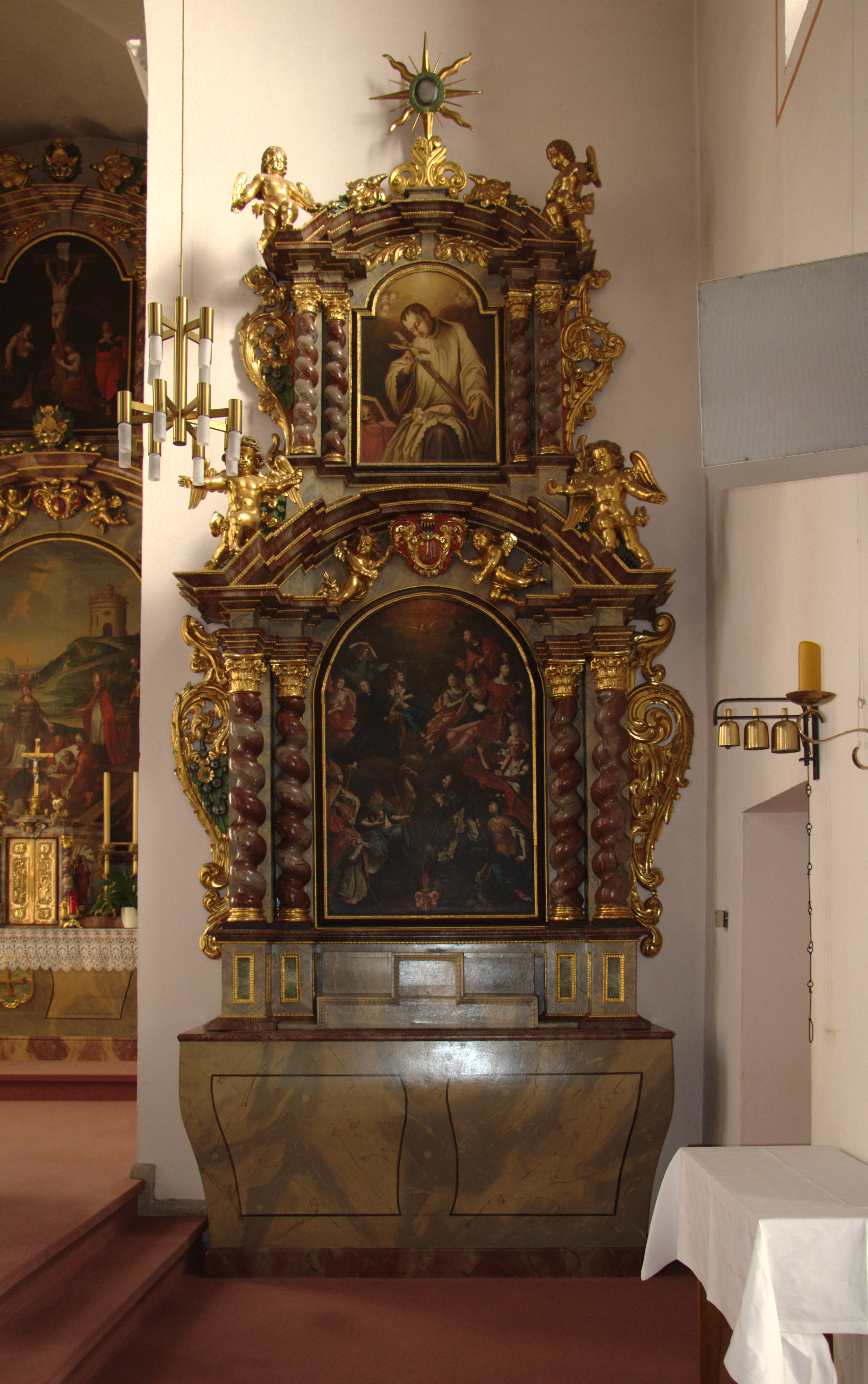
Rechter Seitenaltar
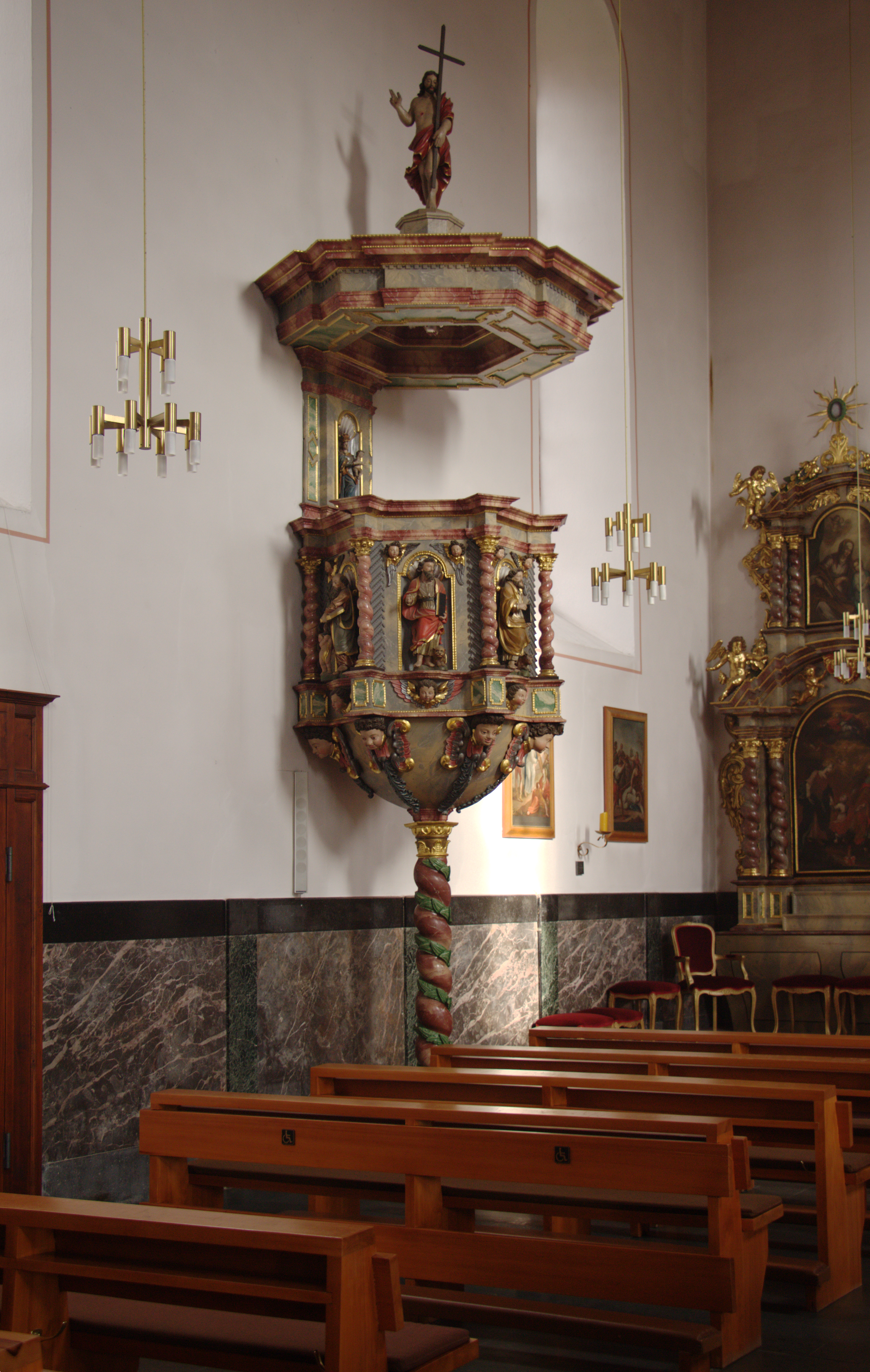
Kanzel

## Pilgerweg Bonifatius-Route

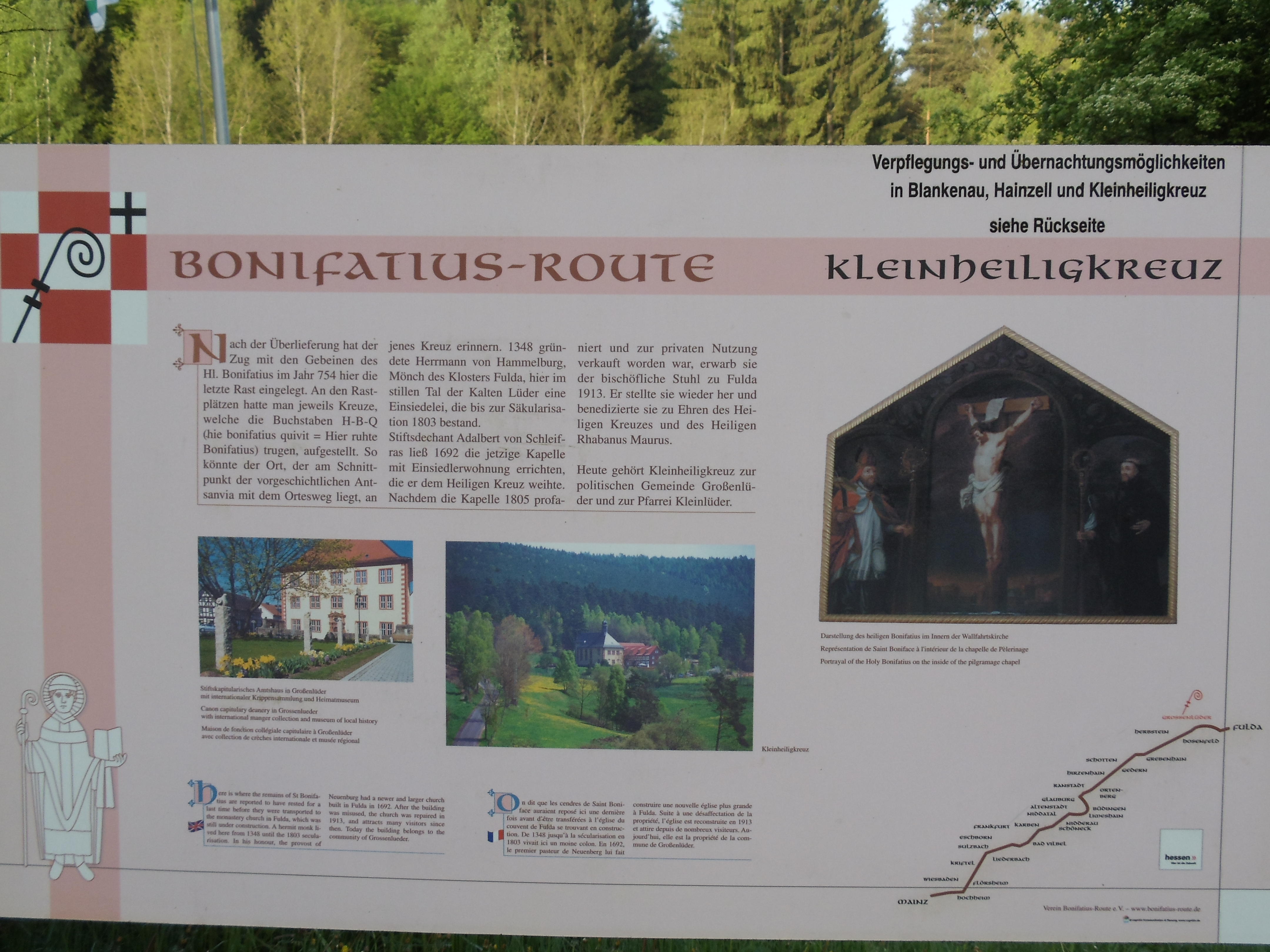
Informationstafel in Kleinheiligenkreuz

Im Sommer 2004 wurde der von Mainz nach Fulda führende Pilger- und Wanderweg Bonifatius-Route mit insgesamt 172 km (vom Dom in Mainz zum Dom in Fulda) angelegt. Die Wallfahrtskapelle stellt die letzte Etappe mit 14 km nach Fulda oder umgekehrt die erste Etappe von Fulda nach Mainz dar. Die Bonifatius-Route folgt den Spuren des Trauerzuges im Jahr 754 von seinem Bischofssitz in Mainz zu seinem Lieblingskloster in Fulda, auf dem der Leichnam des Missionares und Kirchenreformers Bonifatius von Mainz zu seiner letzten Ruhestätte in der Krypta des Fuldaer Domes gebracht worden sein soll. Der Legende nach war Kleinheiligkreuz die letzte Station vor Fulda. An diesem Ort wurde ein Kreuz errichtet.
Pilgerwohnung
In der stirnseitigen Wohnung der ehem. Einsiedelei ist heute für Pilger eine einfache Pilgerwohnung für bis zu 8 Personen eingerichtet worden.

## Bildergalerie

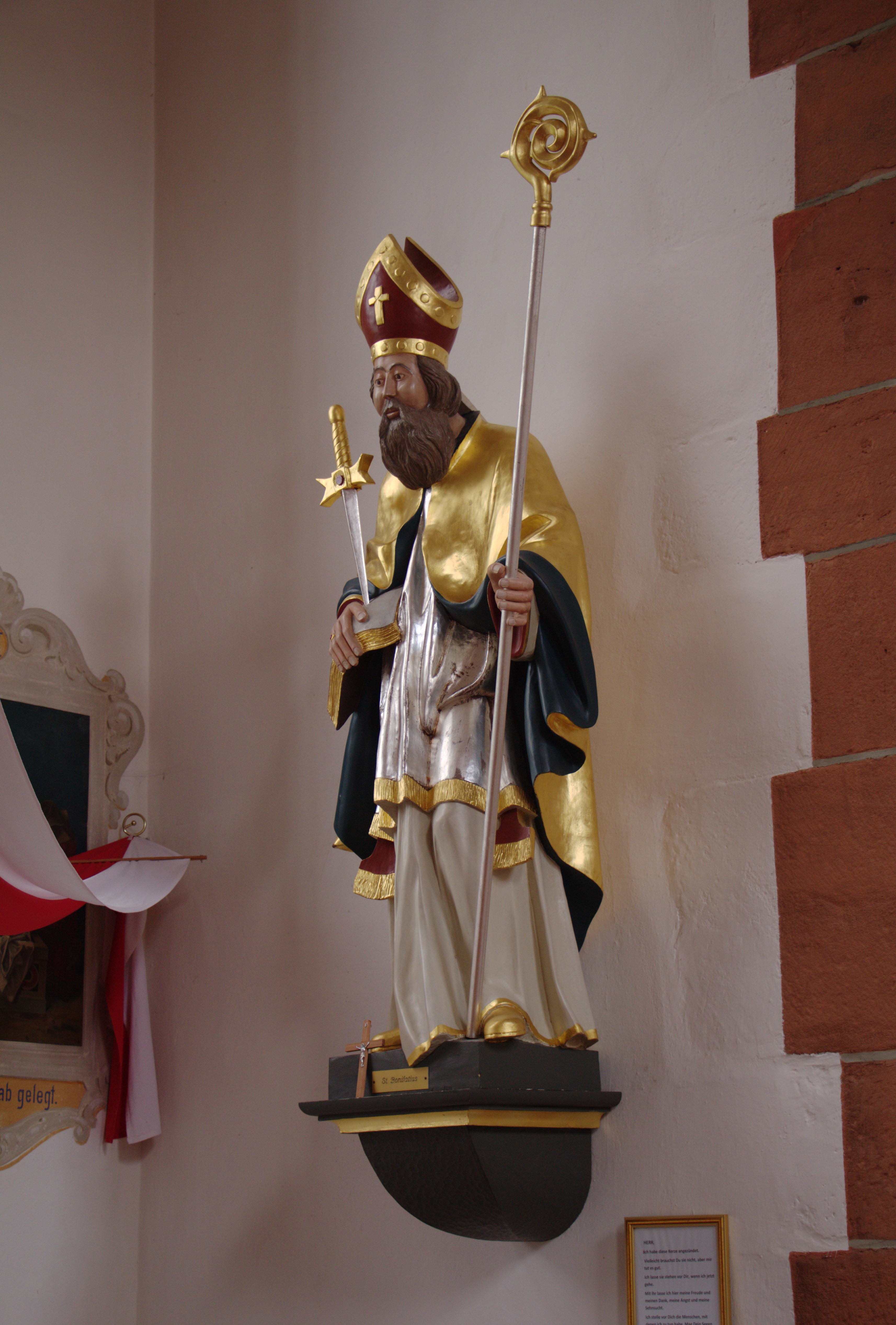
Innenausstattung an der Altarwandseite links: St. Bonifatius
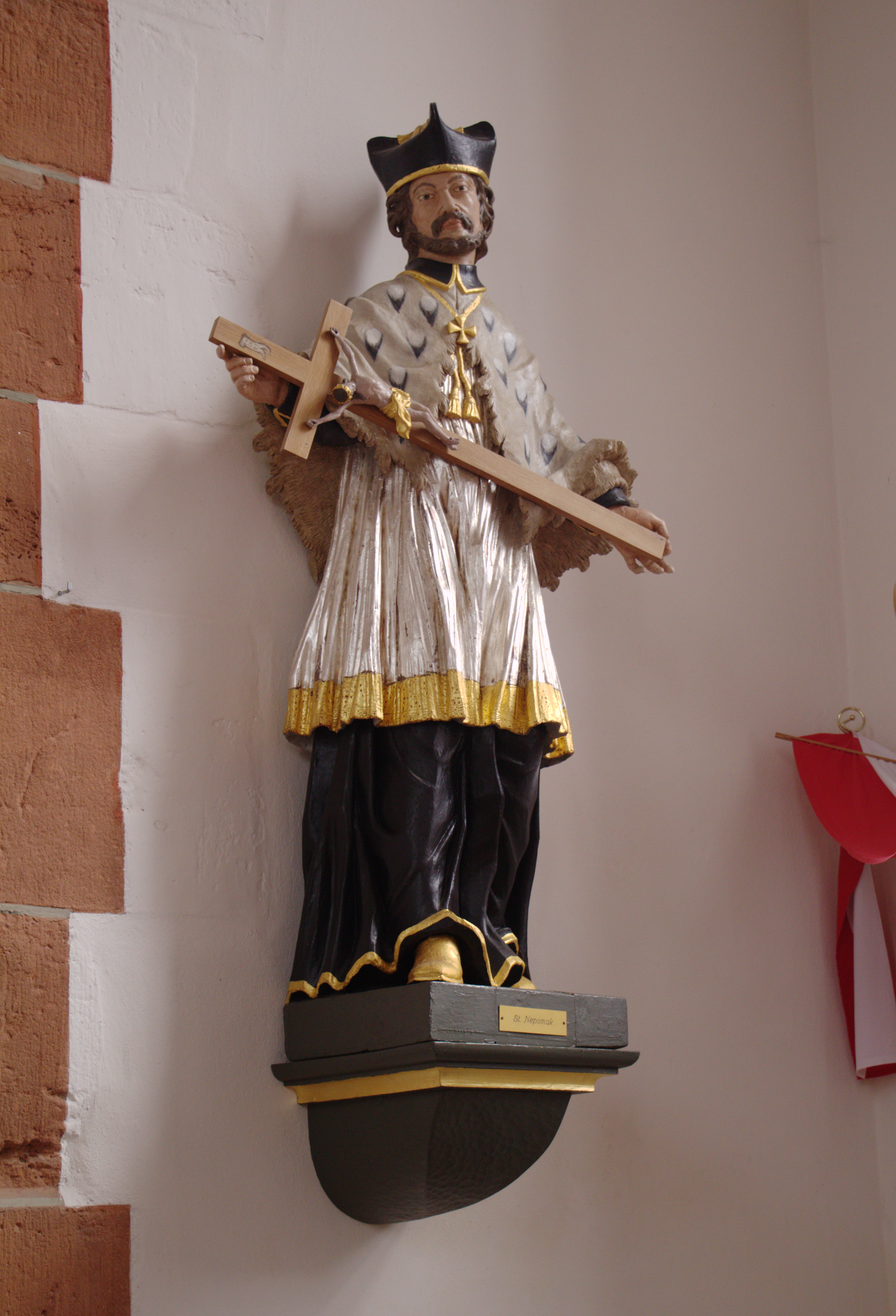
Innenausstattung an der Altarwandseite rechts: St. Nepomuk
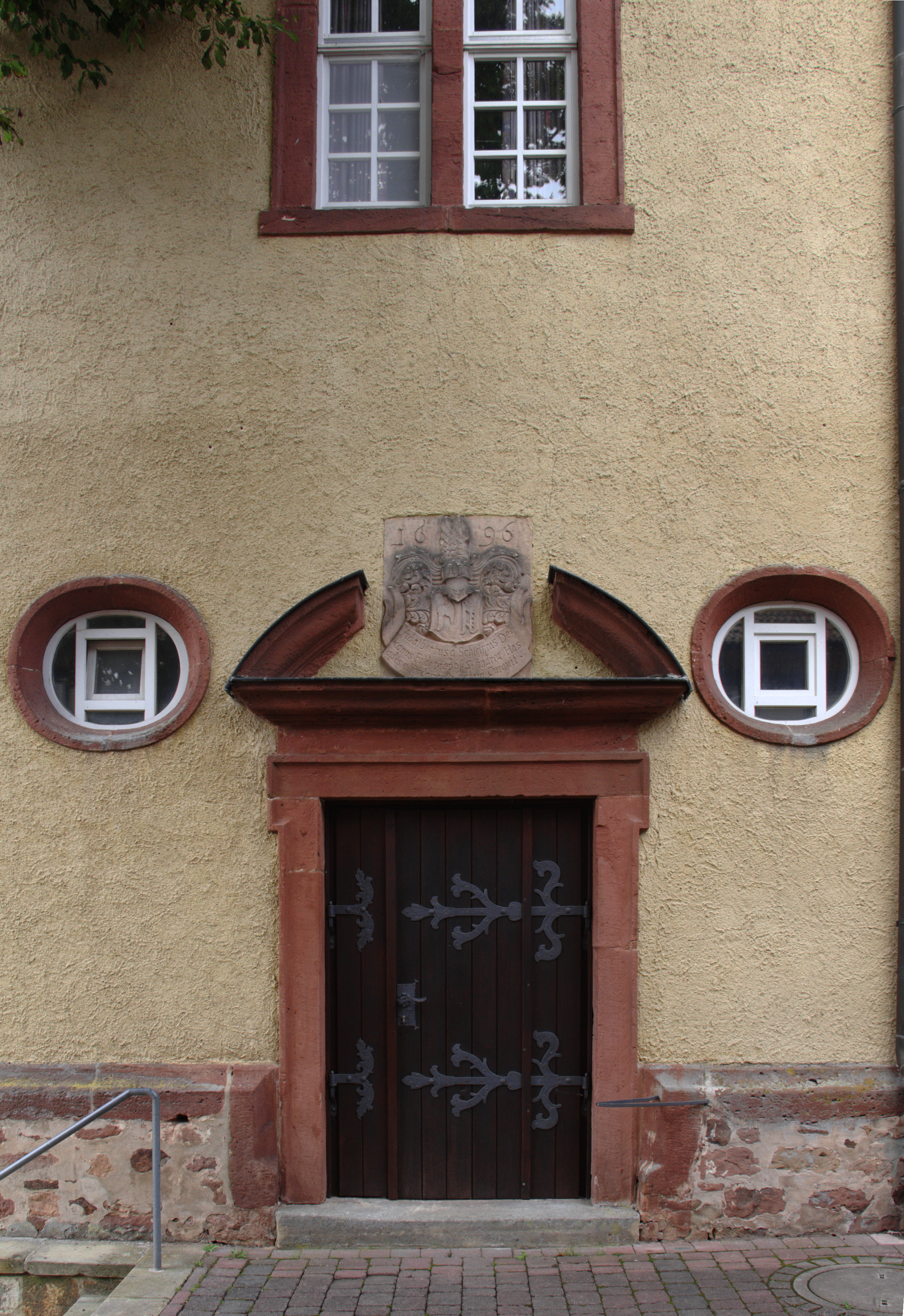
Wappenstein und Eingang zur stirnseitigen Wohnung der ehem. Einsiedelei die heute für Pilger genutzt wird
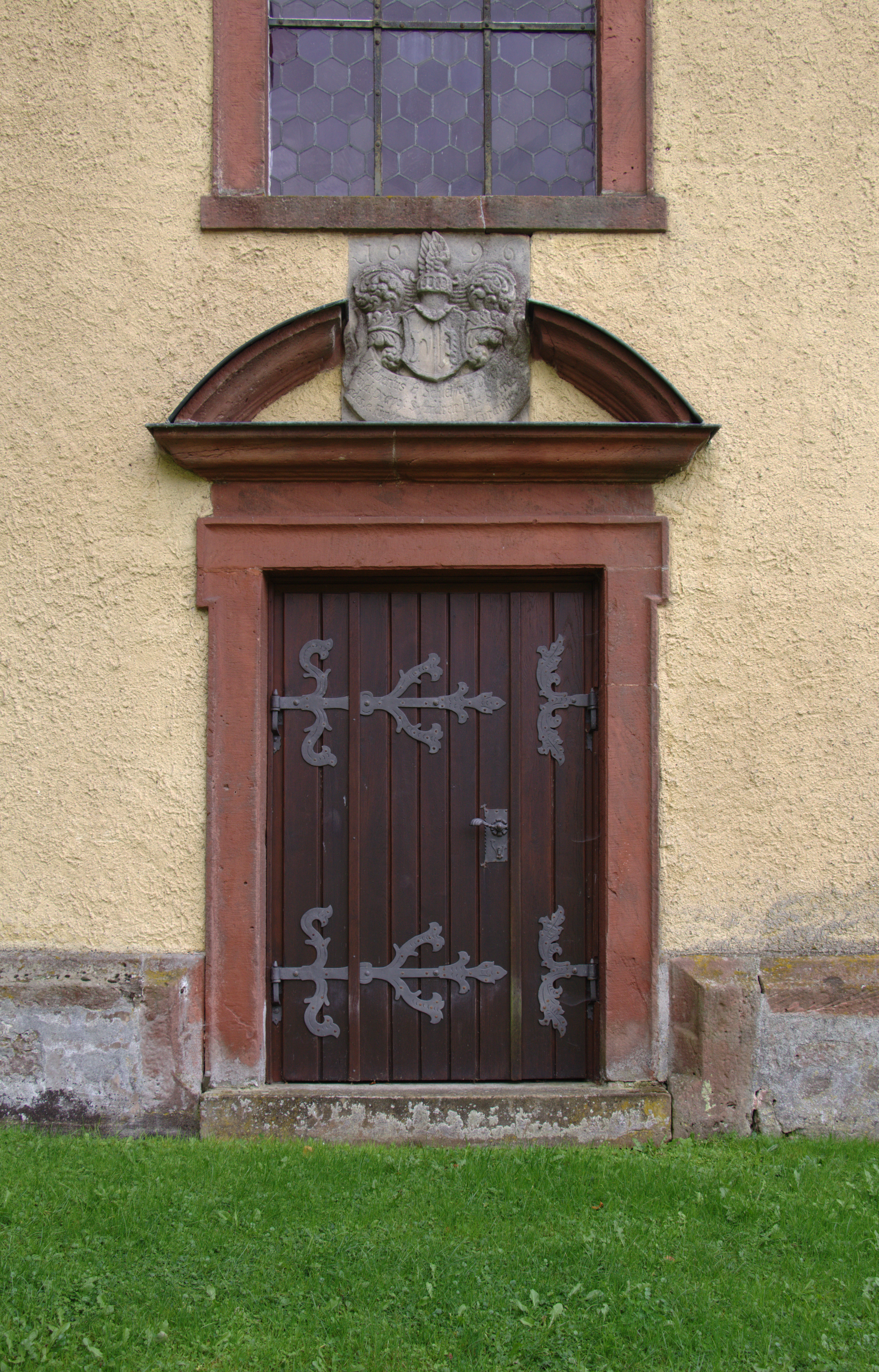
Wappenstein über dem rückseitigen Seiteneingang
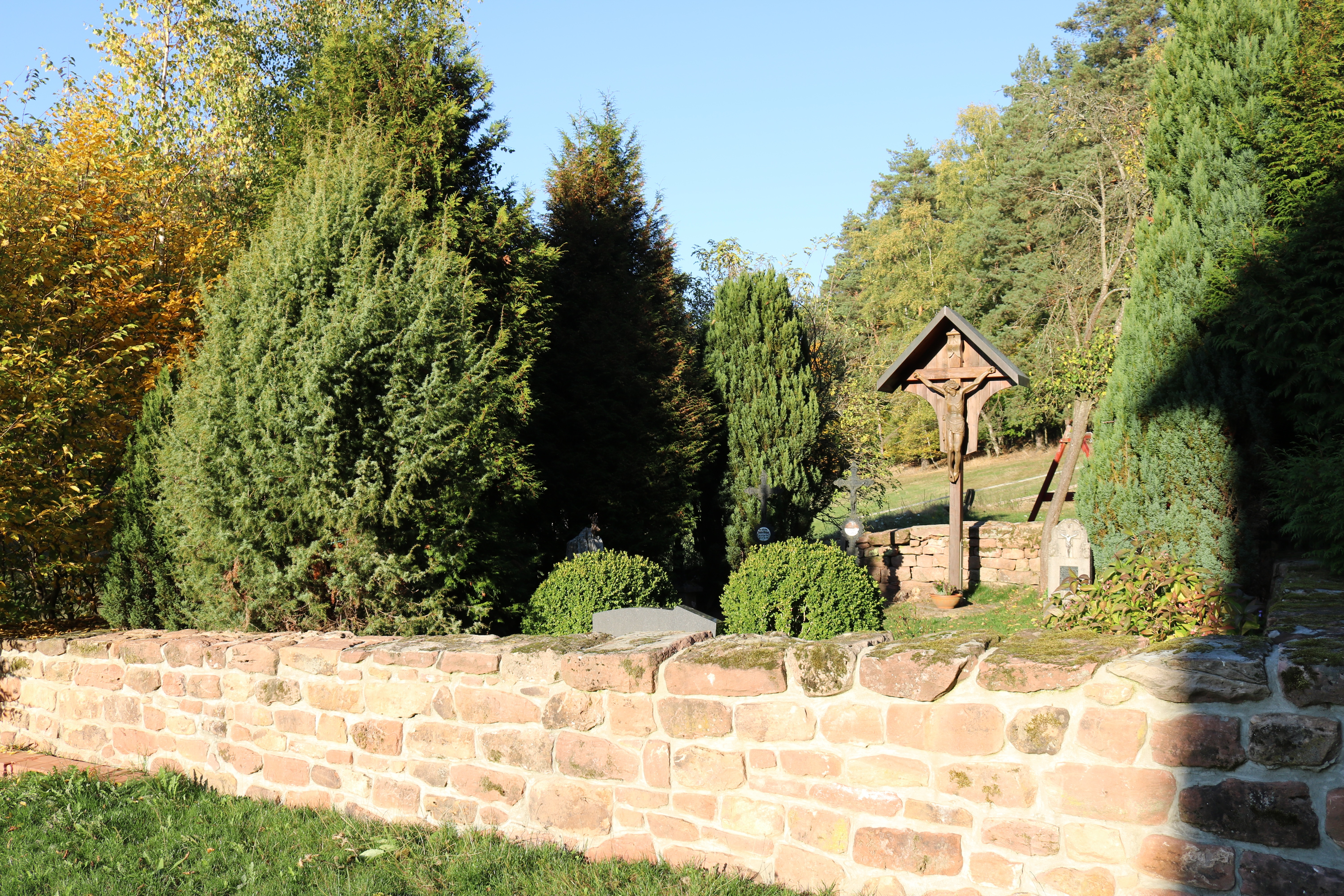
Der kleine Friedhof im Schatten der Wallfahrtskirche von Kleinheiligkreuz